# Peckia pascoensis
Peckia pascoensis är en tvåvingeart som beskrevs av Guilherme A.M.Lopes 1990. Peckia pascoensis ingår i släktet Peckia och familjen köttflugor.
Artens utbredningsområde är Peru. Inga underarter finns listade i Catalogue of Life.